# Luigi Forlenza
Luigi Forlenza (Reggio Calabria, 3 novembre 1907 – Roma, 23 luglio 1989) è stato un generale italiano, Comandante generale dell'Arma dei Carabinieri dal 26 febbraio 1968 al 2 gennaio 1971.

## Biografia
Allievo presso la scuola allievi ufficiali di complemento di Roma dal 1º settembre 1926, divenne sottotenente di complemento il 16 giugno 1927 e destinato all'84º reggimento di fanteria.
il 15 ottobre 1927, entrò nella Regia accademia di fanteria e cavalleria di Modena da cui uscì sottotenente di fanteria il 16 agosto 1929 per essere assegnato all'81º reggimento di fanteria, tra le cui file partecipò alla Campagna d'Etiopia.
Promosso capitano nel 1935, fu ammesso all'istituto superiore di guerra nel 1937 e prese parte al Secondo conflitto mondiale, divenendo maggiore nel 1942. Dopo diversi incarichi di stato maggiore sino al 1944, fu assegnato al 6º reggimento di fanteria "Aosta". Promosso tenente colonnello nel 1947, fu nominato capo di stato maggiore della Divisione Granatieri di Sardegna. Colonnello dal 31 maggio 1952, il 15 febbraio successivo assunse il comando del 67º reggimento di fanteria.
Dal 6 marzo 1954, fu assegnato al quartier generale italiano del Comando delle forze terrestri alleate del Sud Europa. Promosso Generale di brigata nel 1957, assunse subito il comando della Divisione di fanteria "Folgore" che mantenne anche dopo la promozione a Generale di divisione avvenuta il 1º novembre 1961. Promosso Generale di corpo d'armata il 29 dicembre 1964, mentre svolgeva le funzioni di ispettore delle armi di fanteria e cavalleria, fu successivamente nominato comandante dell'VII Comando militare territoriale.
Dal 26 febbraio 1968 sino al 2 gennaio 1971, assunse l'incarico di Comandante generale dell'Arma dei Carabinieri. Decorato di 2 medaglie di bronzo al valor militare, venne nominato anche cavaliere di gran croce dell'ordine al merito della repubblica italiana.